# بیمارستان دوسیده
بیمارستان دوسیده (به لاتین: Duside Hospital) یک بیمارستان در لیبریا است که در Firestone District واقع شده‌است.